# جیمی گراتان
جیمی گراتان (انگلیسی: Jimmy Grattan؛ زادهٔ ۳۰ نوامبر ۱۹۵۸) بازیکن فوتبال است.
از باشگاه‌هایی که در آن بازی کرده‌است می‌توان به باشگاه فوتبال منزفیلد تاون اشاره کرد.